# Elaphria sanctanna
Elaphria sanctanna là một loài bướm đêm trong họ Noctuidae.